# Przy Wygonie
Przy Wygonie – część wsi Pasztowa Wola-Kolonia w Polsce, położona w  województwie mazowieckim, w powiecie lipskim, w gminie Rzeczniów.
W latach 1975–1998 Przy Wygonie administracyjnie należało do województwa kieleckiego.